# Ascope (provincie)
Ascope is een provincie in de regio La Libertad in Peru. De provincie heeft een oppervlakte van 2.655 km² en heeft 120.311 inwoners (2015). De hoofdplaats van de provincie is het district Ascope; een van de acht districten vormt eveneens de stad (ciudad) Casa Grande.

## Bestuurlijke indeling
De provincie Ascope is verdeeld in acht districten, UBIGEO tussen haakjes:
- (130201) Ascope, hoofdplaats van de provincie
- (130208) Casa Grande, vormt de stad (ciudad) Casa Grande
- (130202) Chicama
- (130203) Chocope
- (130204) Magdalena de Cao
- (130205) Paiján
- (130206) Razuri
- (130207) Santiago de Cao

Ascope · Bolívar · Chepén · Gran Chimú · Julcán · Otuzco · Pacasmayo · Patáz · Sánchez Carrión · Santiago de Chuco · Trujillo · Virú